# میگل آنخل تنا
میگل آنخل تنا (اسپانیایی: Miguel Ángel Tena‎؛ زادهٔ ۱۷ ژانویهٔ ۱۹۸۲) بازیکن سابق و مربی فوتبال اهل اسپانیا است.
از باشگاه‌هایی که در آن بازی کرده‌است می‌توان به باشگاه فوتبال لوگو، باشگاه فوتبال لوانته، باشگاه فوتبال کوردوبا، باشگاه فوتبال الچه، باشگاه فوتبال کادیس، و باشگاه فوتبال ویارئال اشاره کرد.